# طوهي مطوق
طوهي مطوق (الاسم العلمي: Pipilo ocai) (بالإنجليزية: Collared Towhee)‏ هو نوع من الطيور يتبع جنس الطوهي من فصيلة الدُرسات.